# Epilissus andranobeensis
Epilissus andranobeensis är en skalbaggsart som beskrevs av Olivier Montreuil 2011. Epilissus andranobeensis ingår i släktet Epilissus och familjen bladhorningar. Inga underarter finns listade i Catalogue of Life.